# Den kejserlige prins' jernbane
Den kejserlige prins' jernbane (Chemin de fer du Prince impérial) var verdens første dokumenterede modeljernbaneanlæg og den første, der kendes et fotografi af.

## Placering og udformning
Anlægget blev etableret i 1859 til kejser Napoleon 3. af Frankrigs treårige søn Napoléon Eugène Louis Bonaparte på et dertil indrettet område på græsset mellem Bassin des Trois Bouillons og Bassin des Chiens i parken ved Château de Saint-Cloud, Napoleon 3.'s forårs- og efterårsresidens.
Anlægget blev beskrevet i tidsskriftet Le Monde Illustré 8. oktober 1859:
"Den kejserlige prins' jernbane. Den til forlystelse for den kejserlige prins byggede jernbane er et rigtigt legetøj og samtidig et glansstykke for den mekaniske videnskab. Den er indrettet i et forbeholdt hjørne af Saint-Clouds park. Dens tracé har form som et 8-tal, og de mikroskopiske spors krumninger minder om de forbløffende kurver på jernbanen fra Paris til Sceaux. Den har dens lille station, dens små viadukter, dens små broer, dens små stigninger, dens små ramper. Dens lokomotiv, hvis bredde er 50 centimeter, er forsynet med hjul, der drives med kraften fra en indvendig fjeder, der kan trækkes op efter behag."
Et fotografi af anlægget, der er det først kendte fotografi af et modeljernbaneanlæg, viser, at det fjederdrevne lokomotiv var en gengivelse af et C1-koblet tenderlokomotiv, der trak to treakslede flade vogne. Det ses, at der ud over den 8-talsformede strækning beskrevet i artiklen, var indbygget to sporskifter med et lige sporstykke mellem, der førte forbi stationsbygningen.

## Overlevering
Artiklen i Le Monde Illustré er den eneste kendte beskrivelse af prinsens modeljernbane. Den ledsagende illustration, der viser hele anlægget, er et træsnit baseret på et fotografi af M[onsieur]. Michelez, da det endnu ikke var muligt at gengive fotografier på tryk i større oplag.
Fotografiet, der tjente som forlæg, var et værk af Paris-fotografen Charles-Louis Michelez (1817–1883). Det blev gengivet i Gustav Reders bog Mit Uhrwerk, Dampf und Strom (1970) som det ældst kendte fotografi af et modeljernbaneanlæg. Reder kendte dog ikke til beskrivelsen i Le Monde Illustré, og kunne derfor ikke angive oplysninger om mål og fremdriftsmåde, men anslog dog sporvidden til cirka 20 centimeter.
Hvem der byggede anlægget og dets materiel, og hvor længe modeljernbanen var i Saint-Clouds park, er ikke overleveret. Det vides heller ikke, hvad der blev af den.